# Złoto jadalne

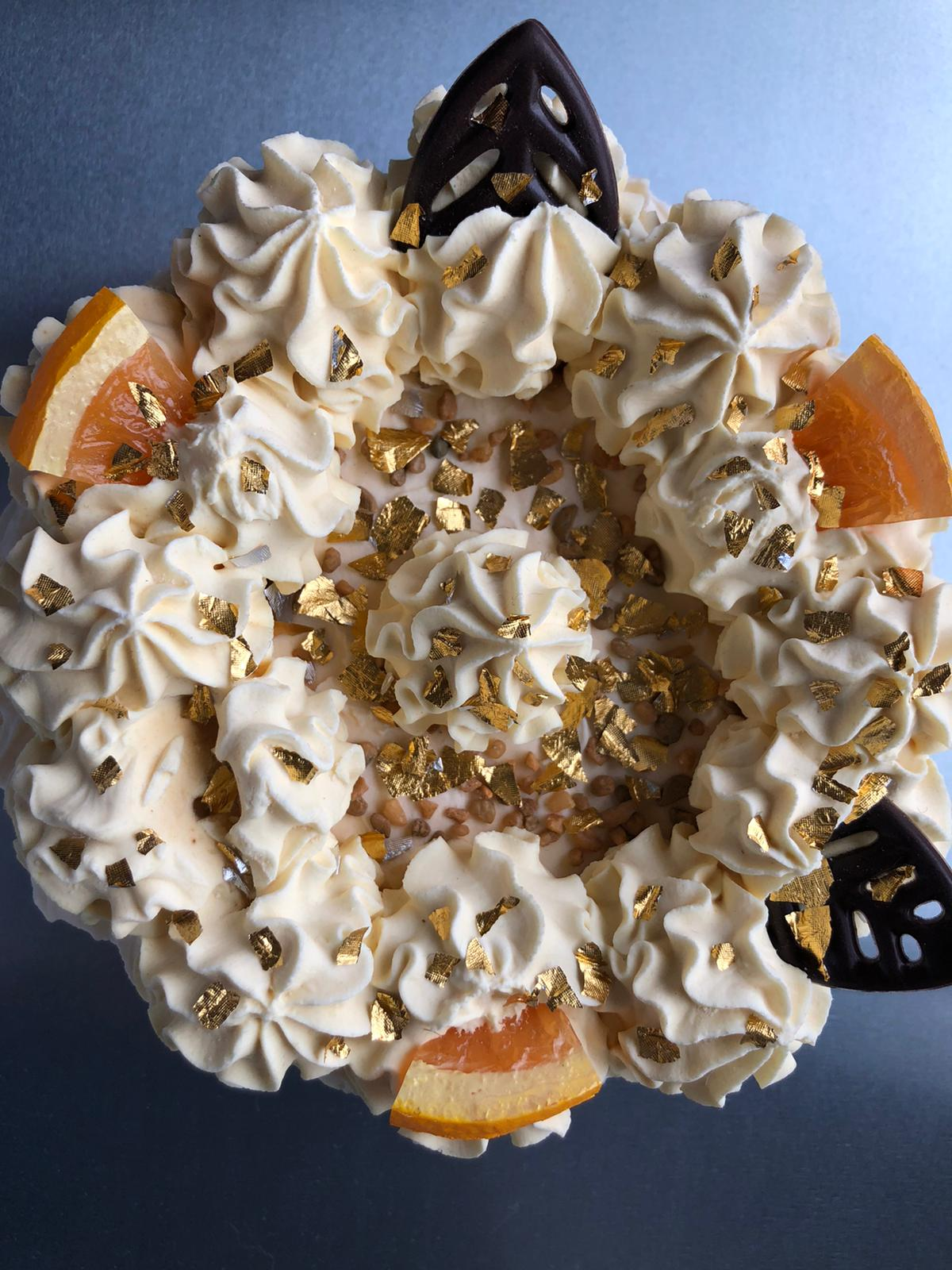
Ciasto ze złotymi płatkami

Złoto jadalne – szczególny rodzaj złota dopuszczony przez Unię Europejską i Stany Zjednoczone jako dodatek do żywności z kodem E 175. Jest używane w haute cuisine. Może być stosowane w żywności i napojach, np. do dekoracji ciastek, win lub innych alkoholi, a także jako dodatek do sushi. Złoto jadalne nie ma ani pozytywnych, ani negatywnych skutków dla organizmu ludzkiego, ponieważ jest ono biologicznie obojętne i nadaje się do stosowania w żywności, ponieważ nie utlenia się ani nie koroduje w wilgotnym powietrzu, w przeciwieństwie do wielu innych metali.

## Specyfikacje techniczne i produkcja
Jadalne złoto musi spełniać wytyczne zawarte w obowiązujących normach bezpieczeństwa żywności. Musi być czyste, aby uniknąć wszelkiego rodzaju infekcji organizmu lub innych zagrożeń. Jadalne złoto zazwyczaj wytwarza się w procesie kucia, tłuczenia, walcowania lub po prostu w postaci płatków czy proszku.

## Historia
Najwcześniejsze dowody na spożycie złota pochodzą ze starożytnego Egiptu. Egipcjanie używali złota do oczyszczenia umysłu, ciała i ducha, ponieważ wierzyli, że ma ono boskie działanie. Alchemicy z Aleksandrii opracowali różne lekarstwa i eliksiry z pitnym złotem, które, jak wierzyli, miało wpływ na poprawienie stanu zdrowia i odmłodzenie organizmu. Uważa się, że Kleopatra każdego wieczoru praktykowała zabiegi ze złotem, kąpiąc się w złocie i używając maski z czystego złota.
Jadalne złoto było znane na dworach krajów europejskich w średniowieczu i było stosowane jako dekoracja żywności oraz jako symbol niezwykłego luksusu i prestiżu wśród wasali i dworzan. Starożytni lekarze nadworni wierzyli, że złoto pomaga w leczeniu zapalenia stawów i innych problemów, takich jak bóle kończyn.
Od czasów nowożytnych aż do XX wieku złoto kojarzono z medycyną. Często występowało ono w formie małych pigułek, proszku w lekarstwie lub też jako suplement diety używany do uzupełnienia niedoboru minerałów w ludzkim ciele.

## Efekty zdrowotne
Złoto jest metalem szlachetnym, dlatego nie wchodzi w reakcje w organizmie człowieka. Oznacza to, że nie jest wchłaniane podczas procesu trawienia i dlatego może być bezpiecznie spożywane. Nie ma jednak żadnych korzyści z jego konsumpcji. Czystość jadalnego złota musi wynosić 23–24 karaty, powyżej tego stosowanego w biżuterii, które może zawierać inne metale i może być toksyczne w przypadku spożycia. Skutki i bezpieczeństwo E-175 zostały po raz pierwszy ocenione w 1975 r. Po raz drugi przeanalizował je w 2016 r. Europejski Urząd ds. Bezpieczeństwa Żywności przy stosowaniu tego metalu jako dodatku lub barwnika do żywności. Urząd zezwolił na wykorzystanie złota jako dodatku do żywności do powlekania wyrobów cukierniczych, dekoracji czekoladek i likierów.

## Produkcja

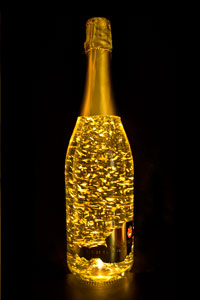
Wino musujące "Österreich Gold" z jadalnym złotem

Na całym świecie istnieje kilku producentów specjalizujących się w produkcji złota jadalnego. Na przykład we Włoszech Giusto Manetti Battiloro Spa produkuje złote i srebrne płatki zarówno do celów kulinarnych, jak i kosmetycznych; w Wielkiej Brytanii jednym z największych dostawców jadalnego złota i srebra jest Conneisseur Gold, którego klientami są duże sieci supermarketów, producenci puddingów bożonarodzeniowych, gorzelnie, restauracje oznaczone gwiazdką Michelin, dystrybutorzy żywności, cukiernicy, firmy kosmetyczne i osoby fizyczne (do użytku domowego). CornucAupia jest jednym z dystrybutorów z USA, którego łańcuch dostaw zaczyna się i kończy w Ameryce Północnej.
Na rynku azjatyckim Horikin Ltd jest pionierem złota płatkowego w Japonii, gdzie złoto jest dodawane do herbaty. W Niemczech jest kilku producentów, takich jak Goldmarie i Gold Gourmet oraz Swiss DeLafée.

## Zastosowanie praktyczne
Jadalne złoto może być używane w trzech różnych postaciach do ozdabiania potraw i napojów: w kształcie liścia, w płatkach lub w proszku. Wśród potraw i napojów, w których zastosowano jadalne złoto, są ciasta i słodkie desery, zupy, makarony, risotto, sushi, koktajle i wina. Ponieważ jest używane jako dodatek bezsmakowy, jadalne złoto jest zwykle składnikiem wierzchu potrawy. Złoto jest dodawane podczas butelkowania win i likierów i zwykle jest mieszane podczas przygotowywania koktajli. Salt Bae, szef kuchni sieci restauracji Nusr-Et, ma w swoim menu stek w całości pokryty złotem, sprzedawany w Grecji po 650 euro.

## W kulturze konsumpcji
Rozprzestrzenianie się mody na jadalne złoto za pośrednictwem mediów społecznościowych wynika z rosnącego popytu na nie w XXI wieku. W konsekwencji ostentacyjna konsumpcja luksusowych potraw stała się motorem spożycia jadalnego złota i jego rozpowszechnienia w prawie każdym regionie świata. Począwszy od Dubaju, moda na wykorzystanie jadalnego złota zaczęła pojawiać się stopniowo w kawiarniach i restauracjach w innych miastach.
Symbolizm jest kluczową cechą konsumpcji jadalnego złota, ponieważ jest ono wyłącznie estetycznym dodatkiem. Dekorując potrawy złotem, szefowie kuchni starają się stworzyć danie, które można uznać za luksusowe i ekstrawaganckie, podnosząc status autora do rangi „artysty kulinarnego”. Wartość artystycznej potrawy zdobionej złotem zyskuje na znaczeniu we współczesnym społeczeństwie ze względu na ogólne pierwszeństwo wzroku nad resztą zmysłów, wpływając w ten sposób nawet na środowisko kulinarne.
Niektóre restauracje mające w swojej ofercie jadalne złoto to: „Nusr-Et Steakhouse” w Dubaju; „Serendipity 3” w Nowym Jorku; „Margo’s Pizzeria” na Malcie; „Hard Rock Cafe” w Nowym Jorku na Times Square; „Il Marchesino” w Mediolanie.
Przykładem napoju zawierającego w swoim składzie płatki złota jest Goldwasser.